# Falling Down
Falling Down är en amerikansk dramafilm från 1993 i regi av Joel Schumacher, med Michael Douglas i huvudrollen.

## Handling
Den arbetslöse William Foster (Michael Douglas) är missnöjd med det samhälle han lever i. Han sitter fast i sin bil i trafikrusningen under årets varmaste dag i Los Angeles, på väg till sin dotter och sin exhustru Beth (Barbara Hershey) på födelsedagskalas, men han är inte välkommen. William får nog och kliver ur sin bil och inleder en psykisk och fysisk hämndaktion mot allt och alla som han stöter på.
Polisen Prendergast (Robert Duvall) har sin sista dag på jobbet före pensionen och han bestämmer sig för att hitta våldsmannen som terroriserar staden.

## Rollista
| Michael Douglas  | – William "D-Fens" Foster       |
| Robert Duvall    | – Martin Prendergast            |
| Barbara Hershey  | – Elizabeth "Beth" Trevino      |
| Rachel Ticotin   | – kriminalpolis Sandra Torres   |
| Frederic Forrest | – Nick, överskottaffärens ägare |
| Tuesday Weld     | – Amanda Prendergast            |
| Raymond J. Barry | – kommissarie Yardley           |
| John Diehl       | – pappan på bakgårdspartyt      |
| D.W. Moffett     | – kriminalpolis Lydecker        |
| Richard Montoya  | – kriminalpolis Sanchez         |
| Steve Park       | – kriminalpolis Brian           |
| Kimberly Scott   | – kriminalpolis Jones           |
| Lois Smith       | – Mrs. Foster, Williams mamma   |

## Produktion och påverkan
Filmen var inspiration till det brittiska heavy metalbandet Iron Maidens låt "Man on the Edge".
Det amerikanska rockbandet Foo Fighters använde filmen som förlaga till videon till låten "Walk".